# Christian Daudel
Christian Daudel (n.1950) este un geograf și geopolitician francez, conferențiar la Universitatea "Jean Monnet" din Saint-Etienne și fost șef al serviciului relații externe a FEDN (Fondation pour les Études de Défense Nationale) - Fundația pentru studii de apărare națională a Franței. Din 2014 este consul onorific al Republicii Moldova la Saint-Etienne.
Christian Daudel este autor a numeroase studii de geostrategie și metodologie a analizei geopolitice unele dintre care au fost traduse și în română.